# Raduga Kh-20
Raduga Kh-20 là một loại tên lửa hành trình trang bị đầu đạn hạt nhân, được Liên Xô phát triển trong Chiến tranh Lạnh. Kh-20 được thiết kế để phóng từ trên không.

## Bối cảnh
Kh-20 (Х-20; tên mã của NATO: AS-3 Kangaroo) là tên lửa hành trình được thiết kế bởi M.I. Gurevich cho loại máy bay ném bom chiến lược Tu-95. Công việc phát triển bắt đầu vào năm 1954, rút kinh nghiệm với các máy bay tiêm kích MiG-17 và MiG-19. 2 chiếc Tu-95 đã được chuyển đổi thành loại Tu-95K để mang tên lửa vào năm 1955. Cuộc thử nghiệm ban đầu của hệ thống tên lửa được thực hiện với việc sử dụng 4 chiếc MiG-19 được sửa đổi đặc biệt; 2 chiếc có tên mã là SM-20/I và SM-20/II, nhằm thử nghiệm mang và phóng tên lửa từ trên không; 2 chiếc có tên mã là SM-K/I and SM-K/II được dùng để thử nghiệm hệ thống dẫn đường và thử nghiệm mặt đất. Chiếc MiG-19 sửa đổi có tên mã SM-20/I đã được phóng đi từ Tu-95K năm 1956, nhưng bị thất bại. Một trong những khó khăn lớn nhất trong quá trình phát triển ban đầu là việc khởi động cho động cơ phản lực Lyulka AL-7F sau khi bay kéo dài trong điều kiện rất lạnh của khí quyển. Kh-20 bắt đầu chuyến bay thử nghiệm vào ngày 17 tháng 3-1958. Vụ phóng thử đầu tiên không thành công, tầm bay và độ chính xác không đạt được theo yêu cầu. Ngoài ra còn do trọng lượng đầu đạn và hệ thống dẫn đường vượt quá giới hạn dự kiến. Các cuộc thử nghiệm cấp nhà nước được diễn ra trong khoảng thời gian từ 15-10-1958 đến 1-11-1959, và trong khoảng thời gian này đã có 16 vụ phóng thử tên lửa được diễn ra, trong đó 11 vụ đã thành công dù độ chính xác vẫn chưa đạt được theo yêu cầu. Kh-20 bắt đầu phục vục từ năm 1960. Phiên bản sản xuất có tên gọi là Kh-20M, có đầu đạn hạt nhân cải tiến. Ban đầu mỗi chiếc Tu-95K mang 2 tên lửa Kh-20, như vậy tổng số lượng tên lửa sẽ là 130 cho xấp xỉ 40 chiếc Tu-95K và 25 chiếc Tu-95KD. Sau đó người ta đã giảm xuống còn 1 tên lửa cho mỗi máy bay.
Kh-20 ban đầu được dự định dùng cho các cuộc tấn công trả đũa nhằm vào các mục tiêu chính ở Mỹ. Tuy nhiên, việc trang bị cho một chiếc Tu-95 với Kh-20 cần đến 22 giờ và những đầu đạn hạt nhân thế hệ đầu tiên gặp khó khăn với số lượng dự trữ, do đó khiến cho nó không thể trở thành vũ khí đáp trả đầu tiên được. Vì vậy, Kh-20 được chuyển đổi cho các cuộc tấn công thứ hai nhằm vào các mục tiêu còn sống sót sau cuộc tấn công đầu tiên và chống lại các nhóm tàu sân bay của đối phương. Cuối cùng thời gian trang bị cho máy bay giảm đến 4 giờ và độ tin cậy đã được cải thiện. Việc liên kết yếu của Kh-20 với hệ thống dẫn đường vẫn còn tồn tại và yêu cầu về độ chính xác đòi hỏi phải dẫn đường bằng tay do đó dễ bị tổn thương do nhiễu.
Một cố gắng để lắp đặt Kh-20 trên máy bay Myasishchev M-4 đã không thành công do kích cỡ lớn của tên lửa. Đến cuối thập niên 1970, Kh-20 không còn có hiệu suất cần thiết kế xuyên thủng lá chắn phóng không của kẻ địch và nó đã bị thay thế bởi loại tên lửa Raduga Kh-22 (tên mã của NATO: AS-4 Kitchen) vào giữa thập niên 1980.

## Thông số kỹ thuật
- Sải cánh: 9.15 m
- Chiều dài: 14.95 m
- Đường kính: 1.81 m
- Chiều cao: 3.02 m
- Trọng lượng rỗng: 5,878 kg
- Trọng lượng phóng: 12,000 kg
- Động cơ: 1x Lyulka AL-7FK
- Vận tốc hành trình: Mach 2.0
- Trần bay: dựa vào mục tiêu, lên đến 20,000 m
- Tầm bay: 380–600 km
- Dẫn đường: hệ thống quán tính với sự hiệu chỉnh từ xa qua radio
- Đầu đạn: 2,300 kg nhiệt hạch, 0.8-3.0 mt

## Quốc gia sử dụng
Liên Xô
- Không quân Xô viết là lực lượng duy nhất sử dụng Kh-20.

## Nội dung liên quan
- Tupolev Tu-95 "Bear"
- Raduga Kh-22 (AS-4 "Kitchen")